# Oghuz Khagan
Oghuz Khagan of Oghuz Khan (Turkmeens: Oguz han, Turks: Oğuz Han, Azerbeidzjaans: Oğuz Xan) is een legendarische kan van de Turkse volkeren. Hij wordt gezien als de aartsvader van de Oğuzen. Volgens de Divân-ı Lügati't-Türk van Mahmud al-Kashgari is hij de zoon van Kara Han (vader) en Ay Khagan (moeder), en de kleinzoon van Kabi Han.

## Stamboom
Volgens de legende zou Oghuz Khagan zes kinderen hebben gekregen. Drie kinderen van zijn eerste vrouw en drie kinderen van zijn tweede vrouw. De stammen van zijn nakomelingen zouden de grootste tak van Turkse volkeren worden in Centraal-Azië. Elk van zijn kinderen is uiteindelijk aartsvader geworden van elk vier stammen.

### Bozoks
De Bozoks (Boz Oklar, grijze pijlen) zijn de ruimtelijke stammen. Deze stammen zijn gevormd door de oudste drie zonen met zijn eerste vrouw: Gün Han (Dag), Ay Han (Maan) en Yıldız Han (Ster).
Hieronder volgen de stammen die per zoon zijn gevormd.

#### Gün Han
- Kayı, Alkaevli, Bayat, Karaevli

#### Ay Han
- Yazır, Döğer, Dodurga, Yaparlı

#### Yıldız Han
- Afshar, Beğdili, Karkın, Kızık

### Üçoks
De Üçoks (Üç Oklar, drie pijlen) zijn de aardse stammen volgens de Turkse- en Altaïsche mythologie. Deze stammen zouden gevormd zijn door zijn jongste drie zonen met zijn tweede vrouw: Gök Han (Lucht), Dağ Han (Berg) en Deniz Han (Zee). Zij vertegenwoordigen de aardse elementen.
Hieronder volgen de stammen die per zoon zijn gevormd.

#### Gök Han
- Bayındır, Çavuldur, Çepni, Petsjenegen

#### Dağ Han
- Salur, Ulayundluğ, Eymür, Yüreğir

#### Deniz Han
- İğdir, Büğdüz, Yıva, Kınık